# Werner von Blomberg
Werner Eduard Fritz von Blomberg, född 2 september 1878 i Stargard in Pommern, död i allierat häkte 14 mars 1946 i Nürnberg, var en tysk generalfältmarskalk. Han var minister för riksvärnet 1933, krigsminister och överbefälhavare (Oberbefehlshaber über die gesamte Wehrmacht) 1 juni 1935 – 26 januari 1938.

## Biografi
von Blomberg tjänstgjorde i generalstaben 1908. För sina insatser på västfronten under första världskriget dekorerades han med Pour le Mérite. Före sin död hade president Paul von Hindenburg bett von Blomberg att hålla ett vakande öga på Adolf Hitler, men ganska snart blev Blomberg en hängiven anhängare till denne. År 1935 utsågs han till arméchef och året efter blev Blomberg den nya regimens förste fältmarskalk.

### Avsked
von Blomberg blev änkling 1932. Den 12 januari 1938 gifte sig den då 59-årige von Blomberg, som då var krigsmaktens överbefälhavare och krigsminister i Hitlers regering, med den 23-åriga Erna Gruhn ovetande om att hon var en före detta prostituerad och att hon poserat till "otuktiga nakenbilder". Detta var genom underrättelseuppgifter väl känt av Hitler och Hermann Göring redan innan äktenskapet ingicks, men de ställde ändå upp som vittnen vid parets vigselceremoni. Dessa obehagliga och för en tysk fältmarskalk vanärande uppgifter användes kort efter vigseln till att tvinga von Blomberg att lämna alla sina militära och politiska uppdrag, då von Blomberg av Hitler ansågs alltför självständig trots att han var en varm anhängare till Hitler och nazismen. Istället blev Göring ny fältmarskalk under det att Hitler avskaffade krigsministerbefattningen och själv övertog ledningen av krigsmakten.

## Befordringshistorik
| Datum            | Tjänstegrad            |
| ---------------- | ---------------------- |
| 13 mars 1897     | Sekondeleutnant        |
| 18 maj 1907      | Överlöjtnant           |
| 20 mars 1911     | Kapten                 |
| 22 mars 1916     | Major                  |
| 18 december 1920 | Överstelöjtnant        |
| 1 april 1925     | Överste                |
| 1 april 1928     | Generalmajor           |
| 1 oktober 1929   | Generallöjtnant        |
| 30 januari 1933  | General av infanteriet |
| 31 augusti 1933  | Generalöverste         |
| 20 april 1936    | Generalfältmarskalk    |

## Utmärkelser
Werner von Blombergs utmärkelser
- Pour le Mérite: 3 juni 1918
- Hohenzollerska husordens riddarkors med svärd: 7 oktober 1916
- Järnkorset av första klassen (första världskriget)
- Järnkorset av andra klassen (första världskriget)
- Preussiska Kronorden av fjärde klassen
- Furstliga Hohenzollerska ärekorset av tredje klassen med svärd och krona
- Bayerska militärförtjänstorden av fjärde klassen med svärd
- Bayerska militärförtjänstorden av fjärde klassen med svärd och krona
- Kungliga Sachsiska Albrechtsordens riddarkors av första klassen med svärd
- Storhertigdömet Hessens tapperhetsmedalj
- Braunschweigska krigsförtjänstkorset av första klassen
- Braunschweigska krigsförtjänstkorset av andra klassen
- Friedrich-August-Kreuz av första klassen
- Friedrich-August-Kreuz av andra klassen
- Hansakorset Bremen
- Sachsisk-Meiningeniska krigsförtjänstkorset
- Lippiska krigsförtjänstkorset
- Schaumburg-lippiska förtjänstkorset
- Såradmärket i svart (första världskriget)
- Kungliga preussiska förtjänstkorset
- Ärekorset
- Wehrmachts tjänsteutmärkelse av fjärde, tredje, andra och första klassen
- Flygförar- och flygspanarmärket i guld med diamanter
- NSDAP:s partitecken i guld